# Drude (månekrater)
Drude er et nedslagskrater på Månen. Det befinder sig på Månens bagside i den forrevne Montes Cordillera-bjergkæde, som danner den ydre ring omkring Mare Orientale nedslagsbassinet. Denne position ligger lige bag Månens rand mod vest-sydvest og bringes lejlighedsvis inden for synsvidde fra Jorden på grund af gunstig libration, men krateret ses da fra siden, så mange detaljer ikke kan observeres. Krateret er opkaldt efter den tyske fysiker Paul K.L. Drude (1863 – 1906).
Navnet blev officielt tildelt af den Internationale Astronomiske Union (IAU) i 1970.
Det tidligere satellitkrater "Drude S" er omdøbt til Heyrovskýkrateret af IAU.

## Omgivelser
De kratere af betydning, som ligger nærmest Drudekrateret, er Graff mod syd-sydøst og Focas mod nord-nordvest.

## Karakteristika
Krateret er cirkulært med en ret skarp kant, skrånende indre kratervægge og en jævn indre kraterbund. Det er ikke eroderet af betydning og i almindelighed ikke særligt fremtrædende. Det omgivende terræn er kendt for at være uvejsomt, da det er dækket af udkastninger fra Mare Imbrium-nedslaget.